# Ервин (Ајдахо)
Ервин (енгл. Irwin) град је у америчкој савезној држави Ајдахо.

## Демографија
По попису из 2010. године број становника је 219, што је 62 (39,5%) становника више него 2000. године.
| Група             | 2000.       | 2010.       |
| Белци             | 153 (97,5%) | 216 (98,6%) |
| Афроамериканци    | 0 (0,0%)    | 0 (0,0%)    |
| Азијати           | 1 (0,6%)    | 1 (0,5%)    |
| Хиспаноамериканци | 3 (1,9%)    | 1 (0,5%)    |
| Укупно            | 157         | 219         |